# Valšov
Valšov (niem. Kriegsdorf) – gmina w Czechach, w powiecie Bruntál, w kraju morawsko-śląskim. Według danych z dnia 1 stycznia 2012 liczyła 260 mieszkańców.
W latach 1979-1990 była częścią miasta Bruntál.